# Semjon Petrowitsch Schubin

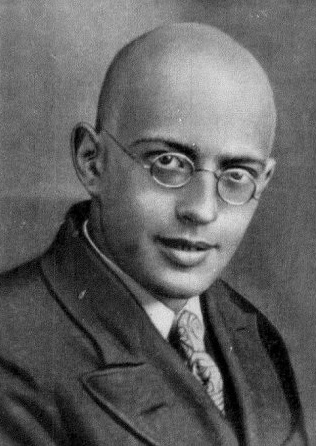
Semjon Petrowitsch Schubin

Semjon Petrowitsch Schubin (russisch Семён Петрович Шубин, wiss. Transliteration Semën Petrovič Šubin, im Englischen häufig als S.P.Shubin zitiert; * 31. Juli 1908; † 28. November 1938) war ein  russischer theoretischer Physiker.
Schubins Vater war Journalist und im Exekutivkomitee der Komintern. Während des Bürgerkriegs zog die Familie viel in der Ukraine um. 1921 bis 1922 besuchte Schubin eine technische Berufsschule in Charkiw und begann ab Herbst 1923 an der Charkiwer Volksbildungsstätte und danach an der Lomonossow-Universität in Moskau Physik zu studieren. 1928 legte er sein Diplom bei Leonid Mandelstam ab und promovierte zum Kandidat der Wissenschaften 1931. Danach war er wissenschaftlicher Mitarbeiter Mandelstams, bei dem er auch 1934 habilitiert wurde, Doktor der Wissenschaften.
Schon 1927 wurde er aus dem Komsomol wegen „trotzkistischer“ Opposition ausgeschlossen, bekannte aber 1929 seinen „Irrtum“ (Februar 1930 in der Prawda abgedruckt). Aus diesem Grund arbeitete er auch 1931/2 freiwillig ein halbes Jahr beim Bau der Hüttenkombinate von Magnitogorsk. Danach blieb er im Ural und wurde Professor für theoretische Physik an der Technischen Hochschule des Urals in Swerdlowsk. Er war auch Chef der Theorie-Gruppe des Physikalisch-Technischen Instituts des Urals. Am 27. April 1937 wurde er verhaftet und zu acht Jahren Lagerhaft im Gulag verurteilt. Er starb im Jahr darauf im Lager.
Schubin ist vor allem durch Arbeiten in der theoretischen Festkörperphysik bekannt (Quantentheorie der Metalle), teilweise in Zusammenarbeit mit Sergei Wonsowski. Er arbeitete aber auch in der Quantenelektrodynamik und der Theorie der Schwingungen. Mandelstam verglich ihn in einem Brief 1953 von der Begabung her mit Andrei Sacharow.

## Schriften
- S. P. Schubin Ausgewählte Arbeiten, Biographie, Erinnerungen, Swerdlowsk-Jekaterinburg 1991 (russisch, Herausgeber Sergei Wassiljewitsch Wonsowski, Michail Iossifowitsch Kaznelson).